# Ahnenpass

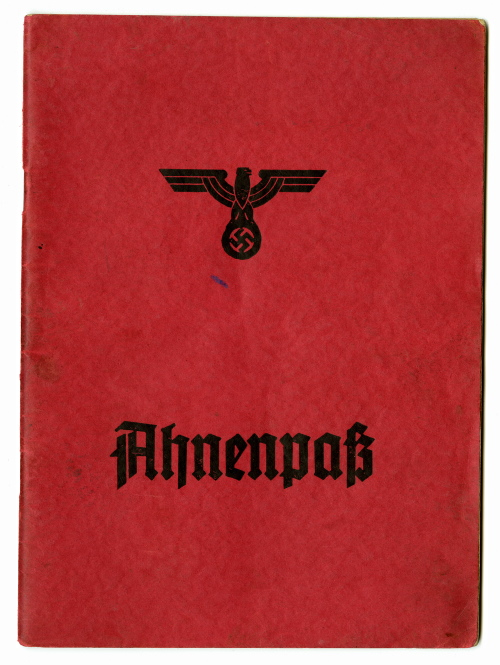
Ahnenpass avec le Parteiadlerdu NSDAP

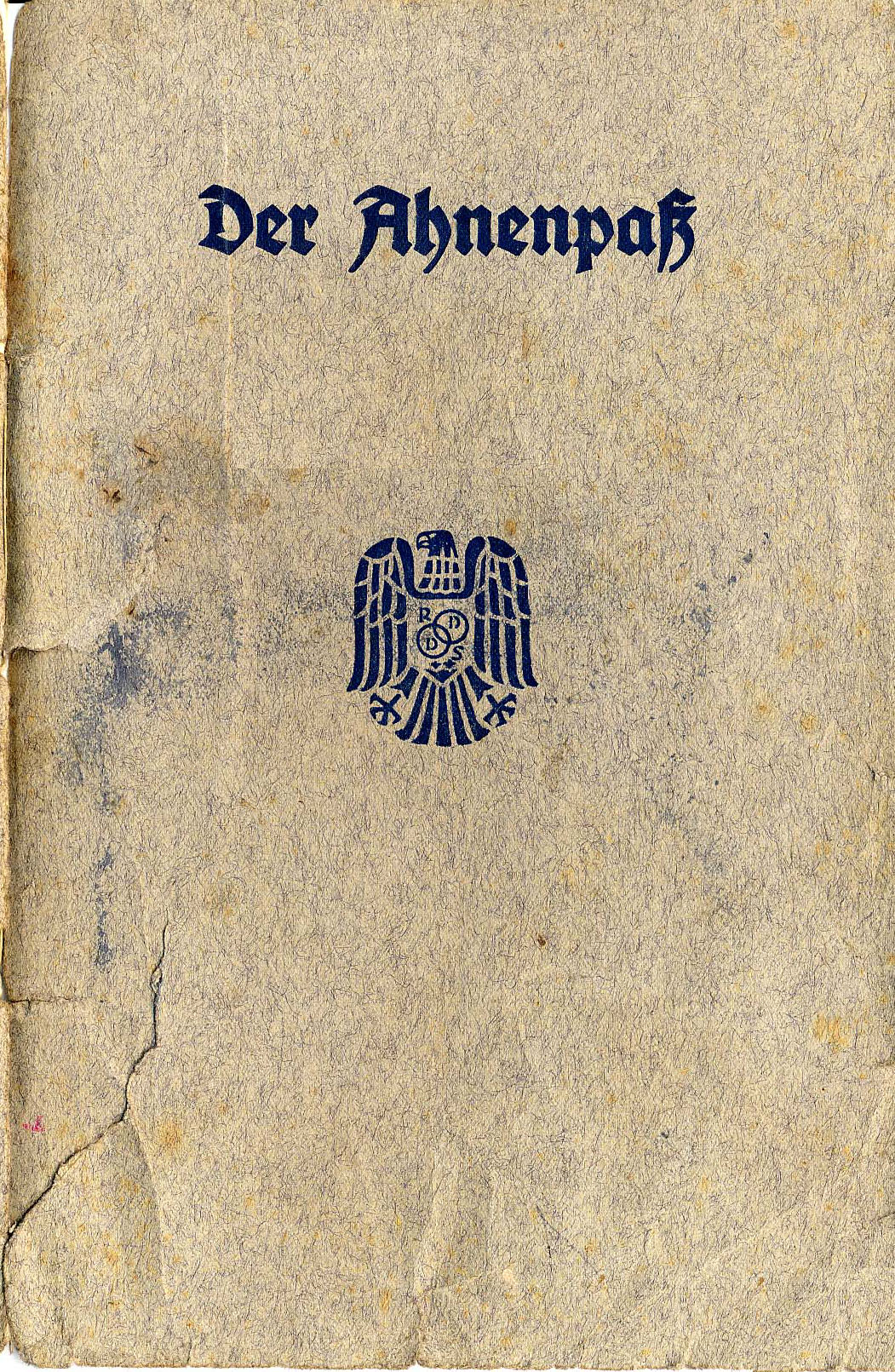
Ahnenpass sans aigle impérial

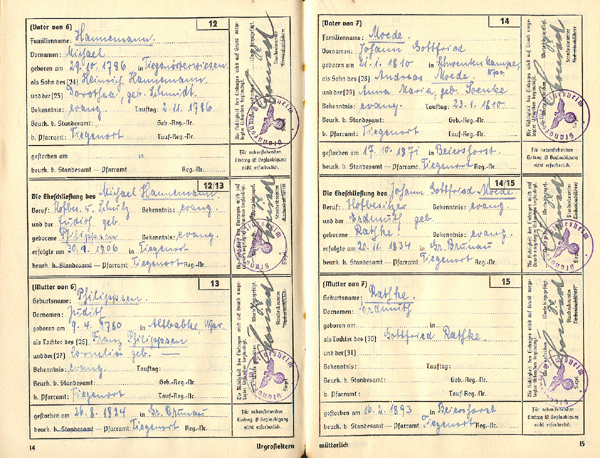
Les ancêtres - entrée importante : "Confession"

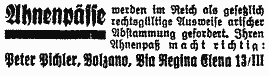
Annonce de journal dans les Dolomites du Tyrol du Sud à partir du 15 Juin 1940 pour la création des passeports ancestraux

L'Ahnenpass (allemand : passeport ancestral) est un document légal d'identification qui contient une preuve de descendance officiellement certifiée. Une preuve de filiation donne la naissance, le décès ou les informations sur le mariage, dont la concordance avec les documents correspondants d'un bureau d'enregistrement, généralement les registres paroissiaux d'un bureau paroissial sont confirmées par un bureau d'état civil. L'Ahnenpass est délivré par l'Association des registraires du Reich en 1934 et est utilisé exclusivement pour le Certificat d'aryanité, il ne peut donc pas servir de substitut dans d'autres cas où des documents officiels doivent être présentés.

## Émergence

### Histoire
L’Ahnenpass permet de prouver la « descendance aryenne » jusqu'aux grands-parents qui est prescrite par diverses lois sous le national-socialisme (lois de Nuremberg, loi sur les fonctionnaires professionnels, plus tard également loi sur les fonctionnaires allemands). Par exemple, la loi sur la citoyenneté du Reich - une des deux lois de Nuremberg - fait la distinction entre les « citoyens du Reich », qui jouissent de droits supplémentaires, et les citoyens, qui n'ont pas la citoyenneté du Reich et sont placés sous des droits spéciaux, et supprime ainsi l'égalité devant la loi. Afin de permettre aux autorités d'agir sur une telle base, l'Ahnenpass est introduit en septembre 1934.

### Contexte
L'Ahnenpass repose sur l'idée d'appartenir à un peuple basé sur la généalogie plutôt que sur la base de caractéristiques culturelles. Ses inventeurs envisagent un « peuple allemand » comme une communauté de sang et comme un collectif de personnes ayant des traits de personnalité communs innés. Des instruments administratifs sont nécessaires pour séparer les membres de la « communauté nationale allemande » des minorités non voulues lors de cette période.
Les sociétés généalogiques allemandes, à l'exception de Deutscher Roland, ne participèrent aux efforts antisémites qu'en 1932.  Cependant, cela a changé à partir de 1933 en raison de la preuve de pedigree requise par l'État.
Bien que la possession d'un passeport ancestral ne soit pas obligatoire, elle est recommandée à tous, y compris aux non-aryens. Sa création prend du temps car les informations ne sont reconnues que sur la base de documents originaux ou de copies certifiées conformes. Un passeport ancestral complet certifié par le bureau d'état civil et/ou l'église a remplacé la preuve autrement requise des certificats individuels de naissance, de baptême et de mariage.

## Contenu
Il contient des formulaires pour certifier la naissance, le baptême, le mariage et le décès du propriétaire et de ses ancêtres jusqu'à la cinquième génération (arrière-arrière-arrière-grands-parents) sur présentation des documents. La mesure dans laquelle il doit être rempli pour servir de preuve dépend de chaque cas : en règle générale, une preuve complète jusqu'à la génération des arrière-grands-parents est légalement considérée comme suffisante à l'époque.

## Utilisation
Ils sont délivrés à partir de 1934 par l'Association des registraires du Reich en Allemagne dans la maison d'édition des affaires de l'état civil et plus tard par la maison d'édition centrale du NSDAP. Ces derniers montrent l'aigle impérial de 1935 sur la page de garde. Les éditions ne sont pas datées et diffèrent, entre autres, dans les avant-propos. À partir de 1939, les Ahnenpass sont également exigés dans le cadre de la réinstallation des Tyroliens du Sud dans le Reich allemand. À cette fin, les autorités nazies créent leurs propres « bureaux de clan » à Bozen sont dirigés par le généalogiste Franz Sylvester Weber.

## Restitution
Après soumission à une autorité ou à un département, l'Ahnenpass est restitué. Cela signifie que les passeports ancestraux ne sont pas archivés. Seules les preuves d'ascendance des membres des SS sont conservées par le bureau principal de la SS-Hauptamt et archivées au centre de documentation de Berlin après 1945 et se trouvent désormais dans le département des archives fédérales à Berlin-Lichterfelde.
La société de généalogie allemande Genealogy24 fournit des copies numériques des passeports ancestraux et des registres de famille à des fins de recherche généalogique dans le cadre d'une bibliothèque en ligne. Cette collection est considérée comme la plus grande collection publique de ce type au monde.

## Pour approfondir

### Filmographie
- Science nazie : la race, le sol et le sang, film documentaire de 90 minutes réalisé par David Korn-Brzoza, écrit avec Johann Chapoutot et produit par Upside Télévision / ARTE / RTBF, 2019.